# Pia Sundstedt
Pia Ann-Katrine Sundstedt, född 2 maj 1975 i Gamlakarleby, är en finlandssvensk cyklist. Sundstedt tävlade professionellt som landsvägscyklist fram till år 2002 då hon avslutade karriären. Efter några års paus började hon tävla i terrängcykling sommaren 2005 och vann nästan omedelbart långlopps-EM i Tyskland.
Pia Sundstedt utsågs till Årets finländska idrottare år 2000. År 2020 fanns hon med på Svenska Yles lista över Svenskfinlands 50 största idrottshjältar genom tiderna eftersom hon tillhör eliten inom två cykeldiscipliner. 
Hon har en tvillingbror, Peter Sundstedt, som bland annat vunnit FM-titlar i triathlon.

## Biografi
Pia Sundstedt var tidigt intresserad för idrott. Hon fostrades i Gamlakarleby IF och sysslade först med friidrott, sedan längdåkning och orientering. Då hon var 14 år kom cyklingen starkare med i bilden och som ung tävlade hon i de nordiska länderna och tillsammans med landslaget i Tyskland. Då Sundstedt var 18 år bestämde hon sig för att satsa allt på cykling.

### Landsvägscykling
År 1996 skrev Sundstedt på sitt första proffskontrakt med stallet Libertas-Technogym och flyttade till Holland. I det första proffsloppet kom fjärde och gjorde därmed internationellt genombrott. Det ledde till att Sundstedt blev erbjuden kontrakt med GC Mimosa i Italien.
I början av år 1997 knep Sundstedt totalsegern i Giro del Trentino, världens då tredje högst uppskattade etapplopp. Hon lyckades också nå flera andra topplaceringar, bland dem andra plats i den belgiska klassikern La Fleche Wallone.
År 1999 flyttade Sundstedt till sitt drömstall, Gas Sport Team. Hon blev lagkapten och vann under sin bästa säsong år 2000 två VM-tävlingar och andra tuffa internationella tävlingar, inklusive Giro del Trentino en andra gång. Sundstedts seger i slutet av maj 2000 i Montreal var den första segern för en finländsk cyklist i en världscuptävling. I OS i Sydney kom hon på en 21:a plats.
Samma år drabbades Sundstedt av en knäskada. I senare intervjuer berättade hon att stallet hade pressat henne att dopa sig för att ändå klara konkurrensen, vilket hon vägrade. Det ledde till att Sundstedt utsattes för vad hon kallar "psykisk tortyr" och började må allt sämre. Hösten 2002 bestämde hon sig för att avsluta karriären.  

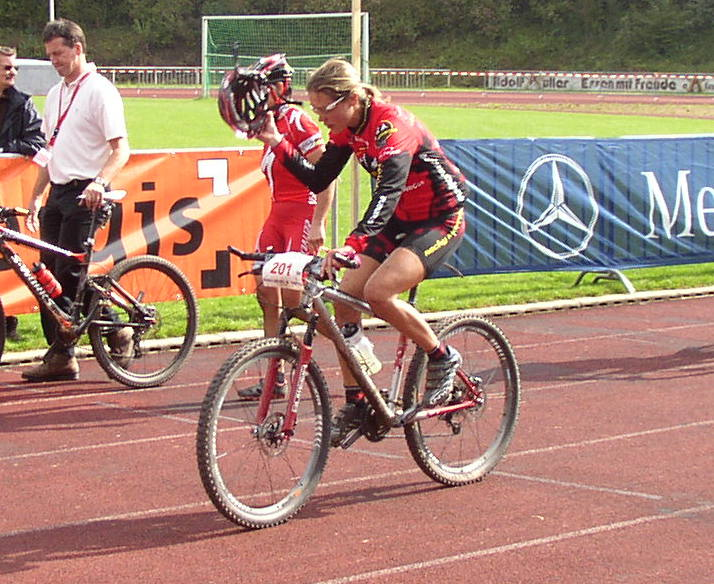
Pia Sundstedt StWendel

### Terrängcykling
Sundstedt bestämde sig för att fokusera på sina studier igen och avlade magisterstudier i statsvetenskap vid Åbo Akademi på två år. Därefter flyttade hon till Tyskland.
Sundstedt saknade idrotten och ställde upp i ett långlopp i terrängcykling för att testa grenen. Hon vann överlägset, och slog den dåvarande världscupledaren med tio minuter. Två veckor senare tog hon guld i långlopps-EM i Tyskland. Segern ledde till att Sundstedt blev erbjuden ett kontrakt med det kanadensiska stallet Rocky Mountain.
Sundstedt satsade på terrängcyklingen i åtta år. Under den tiden tog hon tre EM-guld och två VM-brons och vann långloppsvärldscupen tre gånger.

### OS i London
År 2011 bestämde Sundstedt sig för att ge landsvägscyklingen en ny chans, eftersom hon ville tävla i OS i London 2012. Landskvoterna gjorde det omöjligt för Sundstedt att få OS-plats i terrängcykling. Sundstedt lyckades få en plats i OS och slutade tjugonde i linjeloppet och elva i tempo.